# Miles Gutierrez-Riley
Miles Gutierrez-Riley (* 17. September 1998 in Long Beach (Kalifornien)) ist ein amerikanischer Schauspieler. 

## Leben und Karriere
Gutierrez-Riley, der aus Kalifornien stammt, entdeckte die Schauspielerei für sich, als er mit vier Jahren den König der Löwen auf Tour sah. Er spielte darauf im Gemeindetheater und begann in der High School, auch zu schreiben und Regie zu führen. Danach zog er nach New York und lernte Schauspiel an der Fordham University, von deren Theaterprogramm er 2020 mit einem Bachelor of Arts graduierte.
2022 spielt er seine erste professionelle Rolle in dem Independentfilm The Moon & Back und hatte sein Fernsehdebüt in der Serie The Wilds. 2024 war er in dem Horror-Sequel Smile 2 und der MCU-Serie Agatha All Along als Love Interest des von Joe Locke verkörperten Protagonisten zu sehen.
Gutierrez-Riley identifiziert sich als queer und datete Mädchen und Jungen.

## Filmografie
- 2022: The Wilds (Fernsehserie, 8 Episoden)
- 2022: On the Come Up
- 2022: The Moon & Back
- 2024: I Wish You All The Best
- 2024: Smile 2 – Siehst du es auch?
- 2024: Agatha All Along (Fernsehserie, 1 Episode)